# 堤麗斗
堤 麗斗（つつみ れいと、2002年8月26日 - ）は、日本のプロボクサー。千葉県千葉市出身。志成ボクシングジム所属。

## 来歴

### アマチュア時代
3人兄弟の3番目に生まれる。最初は極真空手を習っていたが小学5年生の時にボクシングに転向。全国U-15ジュニアボクシング大会で小学5年生から中学2年生まで4連覇（認定優勝含む）を果たす。
習志野高校で1年時にはインターハイ・国体・全国高校選抜優勝、2年時にはインターハイ・国体を連覇し、高校5冠を達成。3年時は新型コロナウイルスの影響を受け、3大会が全て中止となった。2021年春に東洋大学経営学部に進学。
2021年4月、世界ユース選手権のライト級（60kg）で優勝。
2021年10月、セルビアのベオグラードで開催された世界選手権のフェザー級（57kg）に出場。初戦となった2回戦でカザフスタンのセリク・テミルザノフに敗北した。
2023年2月25日、パリオリンピック大陸予選を兼ねるアジア競技大会のフェザー級（57kg）代表決定戦（ボックスオフ）の1回戦で原田周大と対戦予定だったが、堤は欠場し不戦敗となったため出場権を獲得できなかった。
2023年11月24日、全日本選手権のフェザー級に出場予定だったが、堤は初戦となる2回戦を当日計量で体重超過により失格となり、不戦敗となった。
2024年12月1日、全日本選手権にライト級で出場し優勝、自身初の全日本選手権王座を獲得し、アマチュアキャリアを締め括った。

### プロ時代
2025年3月18日、志成ジム所属としてプロ転向することを発表した。同月21日、後楽園ホールで志成ジム主催興行のメインイベント前に公開プロテストが行われ、元OPBFおよびWBOアジアパシフィックスーパーフェザー級王者の木村吉光とスパーリングを行い、スパーリング後に合格が発表され村田諒太、坪井智也に次ぐ史上3人目のA級プロテスト合格となった。
2025年4月18日、ザ・リングとブランド・アンバサダー契約を締結した。
2025年5月2日、ニューヨーク・タイムズスクエアでライアン・ガルシア対ロランド・ロメロの前座としてリバール・ウィッティントンとスーパーフェザー級6回戦でプロデビュー戦を行うことが発表された。試合は6回3-0の判定勝ちを収めた。
2025年7月12日、ニューヨーククイーンズ区のルイ・アームストロング・スタジアムでエドガー・ベルランガ対ハムザ・シェラーズの前座でマイケル・ルイスとライト級4回戦を行い、1回にボディで2度、2回に左フックで1度と計3度ダウンを奪い、2回28秒TKO勝ちを収めた。当初はエリック・ハンリーとスーパーフェザー級6回戦を行う予定だったが諸般の事情で欠場し、対戦相手がルイスに変更された上でスーパーフェザー級より一階級上のライト級4回戦として行われた。
2025年9月13日、ネバダ州ラスベガスのアレジアント・スタジアムでズッファ・ボクシング主催興行のサウル・アルバレス対テレンス・クロフォードの前座でハビエル・マルティネスとスーパーフェザー級6回戦を行う予定。試合はNetflixで生配信されるほか、Netflix公式YouTubeチャンネルで無料配信される。

## エピソード
- 3歳年上の兄の駿斗も同じく世界ユース選手権（フライ級）で優勝している。

## 戦績
- アマチュアボクシング：59戦 57勝 (15KO / RSC）2敗
- プロボクシング：2戦 2勝 (1KO) 無敗

| 戦           | 日付          | 勝敗 | 時間    | 内容     | 対戦相手                   | 国籍           | 備考                           |
| ------------ | ------------- | ---- | ------- | -------- | -------------------------- | -------------- | ------------------------------ |
| 1            | 2025年5月2日  | ☆    | 6R      | 判定 3-0 | リバール・ウィッティントン | アメリカ合衆国 | プロデビュー戦                 |
| 2            | 2025年7月12日 | ☆    | 2R 0:28 | TKO      | マイケル・ルイス           | アメリカ合衆国 |                                |
| 3            | 2025年9月13日 | -    | -       | -        | ハビエル・マルティネス     | アメリカ合衆国 | スーパーフェザー級6回戦 試合前 |
| テンプレート |               |      |         |          |                            |                |                                |